# Application harmonique
Cet article concerne les applications harmoniques entre variétés riemanniennes. Pour les fonctions à valeurs numériques, voir fonction harmonique.
En géométrie différentielle, une application régulière {\displaystyle \phi :M\to N} définie d'une variété riemannienne dans une autre est dite harmonique lorsqu'elle est solution d'une certaine équation aux dérivées partielles généralisant l'équation de Laplace. L'équation des applications harmoniques est en général introduite pour résoudre un problème variationnel ; il s'agit de l'équation d'Euler-Lagrange associée à la recherche des points critiques de l'énergie de Dirichlet des applications entre les deux variétés. Par suite, la recherche des applications harmoniques englobe à la fois celle des géodésiques et celle des fonctions numériques qui sont harmoniques sur un ouvert de l'espace euclidien.

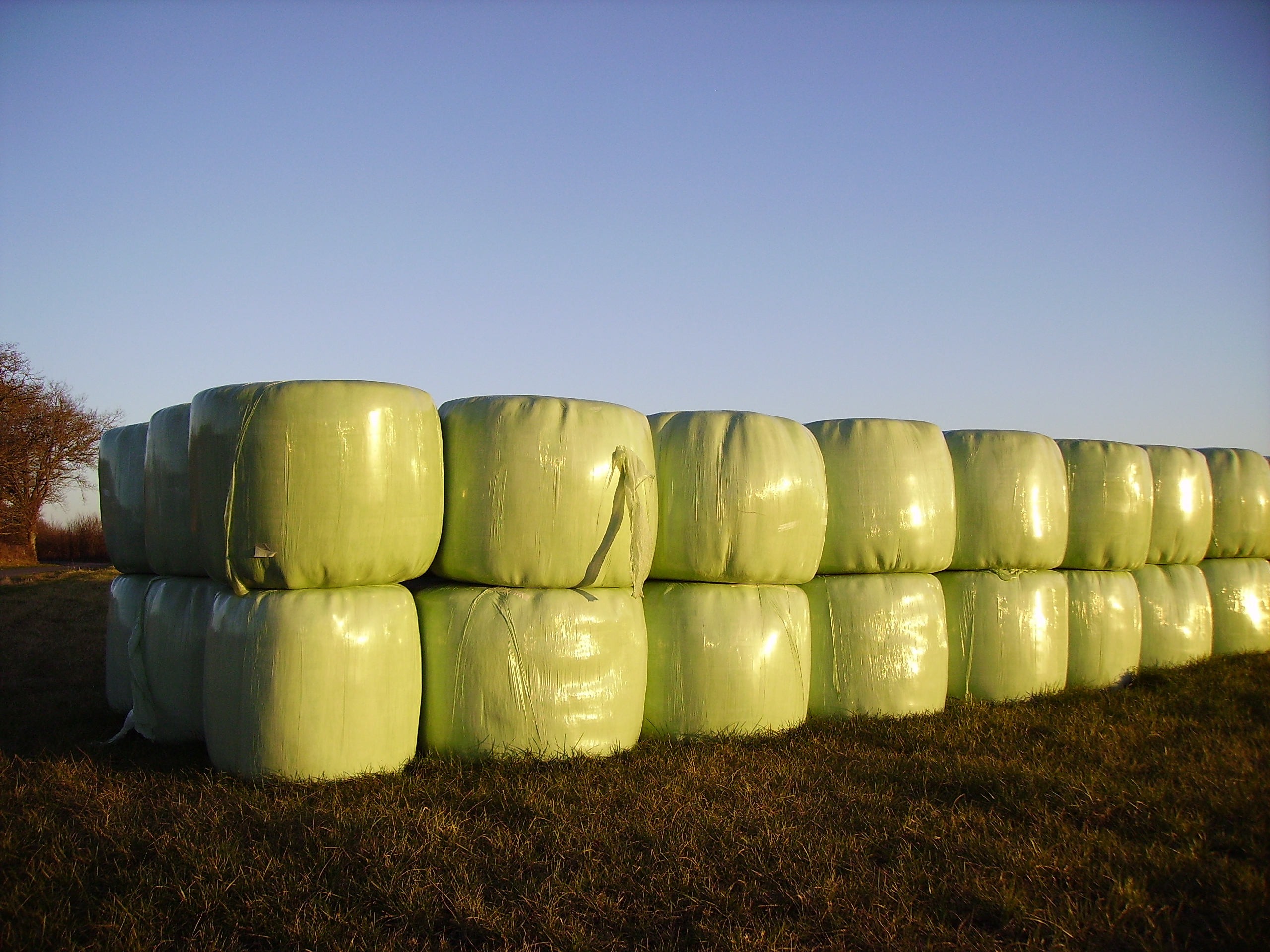
Des ballots de paille recouverts de film plastique permettent d'approcher la notion d'application harmonique d'une portion de plan vers le bord du ballot.

On peut concevoir de façon informelle l'énergie de Dirichlet de l'application Φ comme une mesure de l'étirement (au sens de la tension superficielle) qu'il faut imprimer pour amener les points de M à leur position dans N. Ainsi, étirer une bande de caoutchouc pour la placer sur un galet lisse peut servir d'expérience de pensée pour modéliser l'application des points de la bande au repos vers sa position finale, et son énergie. Une caractéristique de la position finale de la bande, et qui est l'expression du caractère harmonique de l'application, est qu'il s'agit d'une position d'équilibre : au premier ordre, pour toute déformation physique de la bande qu'on peut concevoir, la dérivée de l'énergie est nulle à l'instant initial.
Les initiateurs de la théorie des fonctions harmoniques, James Eells et Joseph H. Sampson, ont montré en 1964 que, dans un contexte géométrique adéquat, une application régulière quelconque, pouvait être déformée par homotopie en une application harmonique. Les applications harmoniques l'étude du flot de la chaleur, par elles-mêmes et à titre d'inspiration, font partie des sujets les plus étudiés dans le domaine de l'analyse géométrique. Le travail de Eells et Sampson a notamment servi d'inspiration première à Richard S. Hamilton dans ses recherches sur le flot de Ricci, qui ont conduit à la preuve de la conjecture de Poincaré. 
La découverte du phénomène des « bulles » dans les suites de fonctions harmoniques, et l'introduction de méthodes pour les contrôler, par Jonathan Sacks et Karen Uhlenbeck,, a revêtu une influence particulière, car des situations analogues ont été reconnues dans de nombreux autres contextes géométriques. Ainsi, la découverte concomitante par Uhlenbeck d'un phénomène de bulles pour les champs de Yang–Mills a joué un rôle important dans les travaux de Simon Donaldson sur les espaces de dimension 4, et de même la découverte ultérieure par Mikhail Gromov de bulles pour les courbes pseudoholomorphes s'est révélé riche de conséquences en géométrie symplectique et en cohomologie quantique. De même, les techniques employées par Richard Schoen et Uhlenbeck pour étudier la régularité des applications harmoniques ont servi d'inspiration au développement de méthodes d'analyse nouvelle en analyse géométrique,.

## Définition
L'équation de Laplace de l'espace euclidien ne se généralise pas simplement dans le cadre des variétés. On sait que la notion même de dérivée seconde n'a pas de sens en général, mais qu'en munissant la variété d'une structure riemannienne, il est possible de mener du calcul différentiel à tout ordre. Pour autant, même pour des objets simples définis sur une seule variété, comme les formes différentielles, il peut exister plusieurs notions concurrentes d'opérateur laplacien. 
Quand on dispose de deux variétés riemanniennes et d'une application {\displaystyle \phi :M\to N} de classe au moins C2, on va voir qu'il existe un champ de tension qui peut être considéré comme une généralisation du laplacien. Les applications harmoniques seront celles pour lesquelles le champ de tension s'annule. On peut commencer par envisager le cas où la variété M est compacte et orientée, car le champ de tension peut être obtenu à partir de considérations globales en termes d'énergie.

### Le cas compact orienté
On peut commencer par introduire l'expression générale de la première forme fondamentale (utilisée pour l'étude des surfaces) : on ramène le tenseur métrique de N sur M par image réciproque {\displaystyle \phi ^{\ast }h}, ce qui donne un tenseur sur M.
On suppose M compacte orientée, et on définit l'énergie de Φ en prenant l'intégrale de la trace de cette forme fondamentale pour la mesure canonique de M
{\displaystyle E(\phi )={\frac {1}{2}}\int _{M}\mathrm {tr} _{g}(\phi ^{\ast }h)\mathrm {d} V_{g}}
En détaillant les choses dans une carte locale, l'intégrande est une quantité appelée densité d'énergie qui peut aussi s'exprimer sous les formes suivantes
{\displaystyle e(\phi )={\frac {1}{2}}\mathrm {tr} _{g}(\phi ^{\ast }h)={\frac {1}{2}}g^{\alpha \beta }\left({\frac {\partial \phi }{\partial x^{\alpha }}}{\Big |}{\frac {\partial \phi }{\partial x^{\beta }}}\right)_{\phi ^{-1}(TN)}={\frac {1}{2}}(\mathrm {d} \phi |\mathrm {d} \phi )_{T^{\ast }M\otimes \phi ^{-1}(TN)}}
expression dans laquelle on retrouve bien le carré d'une norme, mais sur un certain fibré vectoriel associé aux deux variétés. Ainsi l'expression de l'énergie devient
{\displaystyle E(\phi )=\int _{M}e(\phi )\mathrm {d} V_{g}={\frac {1}{2}}\int _{M}\|\mathrm {d} \phi \|^{2}\mathrm {d} V_{g}}
Les points critiques de cette fonctionnelle énergie sont appelées applications harmoniques. En utilisant la démarche du calcul des variations, on peut étudier une famille {\displaystyle \phi _{t}} d'applications de M dans N et donner les conditions sur le champ de vecteurs ψ représentant la déformation selon t pour que {\displaystyle E(\phi _{t})} présente un extremum en t=0. Ces conditions s'interprètent comme des relations d'orthogonalité à tout champ de déformation qui ont la forme suivante
{\displaystyle {\frac {\mathrm {d} }{\mathrm {d} t}}E(\phi _{t}){\Big |}_{t=0}=\int _{M}{\frac {\partial }{\partial t}}{\Big |}_{t=0}e(\phi _{t})\,\mathrm {d} V_{g}=-\int _{M}h\left({\frac {\partial }{\partial t}}{\Big |}_{t=0}\phi _{t},\tau (\phi )\right)\,\mathrm {d} V_{g}=-\int _{M}h\left(\Psi ,\tau (\phi )\right)\,\mathrm {d} V_{g}=0}
L'expression  {\displaystyle \tau (\phi )} qui apparaît représente la contrainte à laquelle on aboutit sur {\displaystyle \phi =\phi _{0}} : c'est l'équation d'Euler-Lagrange {\displaystyle \tau (\phi )=0}. Cette quantité peut s'exprimer sous forme intrinsèque
{\displaystyle \tau (\phi )=\mathrm {tr} _{g}(\nabla (\mathrm {d} \phi ))}
(avec la connexion de Levi-Civita), ou encore en coordonnées locales (et avec les symboles de Christoffel pour chacune des deux métriques et l'emploi de la convention de sommation d'Einstein)
{\displaystyle \tau ^{i}(\phi )=g^{\alpha \beta }\left({\frac {\partial ^{2}\phi ^{i}}{\partial x^{\alpha }\partial x^{\beta }}}-\Gamma [g]_{\alpha \beta }^{\gamma }{\frac {\partial \phi ^{i}}{\partial x^{\gamma }}}+\Gamma [h]_{jk}^{i}{\frac {\partial \phi ^{j}}{\partial x^{\alpha }}}{\frac {\partial \phi ^{i}}{\partial x^{\beta }}}\right).}
On aboutit ainsi  à une formulation équivalente du caractère harmonique, qui a l'avantage de faire intervenir non plus une intégrale sur toute la variété, mais des considérations purement locales : c'est sur ce champ de tension {\displaystyle \tau (\phi )} que va s'appuyer la définition générale.

### Cas général
Dans le cas non-compact, il n'est plus possible de donner une définition globale de l'énergie. Mais la notion de champ de tension reste bien définie, et les arguments de calcul variationnel peuvent être repris en se limitant à des perturbations Ψ à support local. Dans ce cas, on peut reprendre une part du calcul précédent
{\displaystyle \int _{M}{\frac {\partial }{\partial t}}{\Big |}_{t=0}e(\phi _{t})\,\mathrm {d} V_{g}=-\int _{M}h\left(\Psi ,\tau (\phi )\right)\,\mathrm {d} V_{g}}
Et cela justifie qu'on introduise les applications harmoniques comme celles pour lesquelles le champ de tension est nul. On peut interpréter la quantité {\displaystyle \nabla \mathrm {d} \phi } comme une hessienne généralisée à une fonction qui n'est pas à valeurs numériques, et le champ de tension lui-même comme un laplacien généralisé. Même si l'expression en coordonnées locales montre qu'on n'est plus dans le domaine des problèmes linéaires, on s'attend pourtant à retrouver un certain nombre de traits des fonctions harmoniques numériques.
Un premier résultat en ce sens est celui de la régularité : l'aspect local de l'équation d'annulation du champ de tension montre qu'il s'agit d'une équation elliptique (non linéaire). Les théorèmes de régularité usuels permettent donc d'affirmer qu'une application harmonique de classe C2 est automatiquement C∞.

### Harmonicité au sens faible
Établir des résultats avancés sur les applications harmoniques demande d'employer au moins à titre d'intermédiaires des espaces fonctionnels soigneusement choisis pour obtenir les propriétés de convergence désirées. C'est pourquoi on utilise couramment une notion de fonction harmonique au sens faible, en considérant l'énergie de Dirichlet et ses points critiques sur l'espace de Sobolev {\displaystyle H^{1}(M,N)}. On peut cependant retomber sur la notion usuelle : si une fonction est continue et faiblement harmonique, elle est C∞ et harmonique au sens fort.

## Exemples

### Cas particuliers
La notion d'application harmonique englobe plusieurs situations classiques. Tout d'abord les fonctions numériques harmoniques sur un ouvert de l'espace euclidien, ou plus généralement, celles qui annulent l'opérateur de Laplace-Beltrami sont exactement les applications harmoniques à valeurs dans la droite réelle. Cela inclut les fonctions constantes.
Si au contraire c'est la variété M qui est de dimension 1, et N une variété riemannienne quelconque on retrouve dans la condition d'harmonicité l'équation des géodésiques. Celle-ci est d'ailleurs fréquemment établie par le même procédé, en recherchant les extrema de l'énergie de Dirichlet. Plus généralement, une application totalement géodésique, c'est-à-dire telle que l'image de toute géodésique est une géodésique, est harmonique. L'exemple le plus simple est l'application identité.
Si les variétés sont munies d'une structure de variété kählérienne, toute application holomorphe ou anti-holomorphe (c'est-à-dire satisfaisant la relation {\displaystyle {\overline {\partial }}\phi =0} ou {\displaystyle \partial \phi =0} pour les opérateurs de Dolbeault) est harmonique. La réciproque est fausse en général, mais peut être vraie sous certaines hypothèses de courbure (voir ci-dessous). De plus une simple structure hermitienne ne suffit pas pour établir que les applications holomorphes sont harmoniques, la condition d'intégrabilité de Kähler est utilisée.

### Cas des immersions
Dans l'étude des sous-variétés riemanniennes, la seconde forme fondamentale joue un rôle important. On peut généraliser cette notion pour une immersion quelconque, mais il y a a priori deux tenseurs métriques à prendre en compte, sur la variété source et le but. En se plaçant sur un domaine d'injectivité de Φ, on peut transporter les champs de vecteurs de M par image directe (et les prolonger si besoin). On montre alors que l'expression suivante a un sens, et donne, en chaque point, une forme bilinéaire sur l'espace tangent à M à valeurs dans l'espace tangent à N
{\displaystyle \mathrm {I} \!\mathrm {I} (X,Y)=\nabla _{\phi _{\ast }X}^{h}(\phi _{\ast }Y)-\phi _{\ast }(\nabla _{X}^{g}Y)}
Un calcul en carte locale permet de montrer qu'on retrouve dans cette expression le hessien généralisé {\displaystyle \nabla \mathrm {d} \phi }, et le champ de tension {\displaystyle \tau (\phi )} n'est autre que la trace de cette seconde forme fondamentale.
Les applications totalement géodésiques peuvent être vues de façon naturelle comme celles pour lesquelles la seconde forme fondamentale est constamment nulle. On retrouve bien qu'elles sont harmoniques.
Un autre contexte où la seconde forme fondamentale se simplifie est celui des immersions isométriques de M dans N (ce qui englobe le cas de l'injection canonique pour une sous-variété riemanniennes de N). Une telle application est harmonique si et seulement si Φ(M) est une variété minimale dans N).

## Flot de la chaleur

### Définition
Le flot de la chaleur a servi de prototype à l'introduction et à l'étude de nombreux flots géométriques, dont le plus connu est le flot de Ricci. Il s'agit d'une équation aux dérivées partielles, non linéaire, dans laquelle on fait évoluer l'application {\displaystyle \phi :M\to N}. Cette évolution est suivie par un paramètre t et dictée par une équation inspirée de l'équation de diffusion, dans laquelle le champ de tension joue le rôle du laplacien
{\displaystyle {\frac {\partial \phi _{t}}{\partial t}}=\tau (\phi _{t}),\qquad \phi _{0}=\phi }
En se plaçant dans le cas de variétés compactes pour ne pas rencontrer de difficulté de définition, une des premières propriétés du flot est que tant qu'il est défini, il fait diminuer l'énergie : {\displaystyle {\frac {\mathrm {d} }{\mathrm {d} t}}E(\phi _{t})\leq 0}, et même strictement sauf aux valeurs de t pour lesquelles {\displaystyle \phi _{t}} est une fonction harmonique.
En introduisant cet outil, l'objectif initial de Eells et Sampson était d'établir que sous des hypothèses convenables de régularité et de courbure, il était possible de déformer l'application initiale Φ par homotopie en une application harmonique réalisant même un minimum de l'énergie. Mais l'étude du flot s'est révélée intéressante par elle-même.

### Le théorème de Eells et Sampson
Théorème de Eells et Sampson (1964) — Soient (M, g) et (N, h) deux variétés riemanniennes fermées, telles que la courbure sectionnelle de (N, h) est négative. Alors toute application initiale {\displaystyle \phi _{0}\in {\cal {C}}^{1}(M,N)}, il existe une unique solution maximale associée à l'équation du flot de la chaleur {\displaystyle \phi _{t},t\geq 0}. Elle est définie pour tout temps {\displaystyle t\geq 0}, et de classe C∞
pour {\displaystyle t>0}. Il existe une suite {\displaystyle (t_{n})} tendant vers l'infini telle que les fonctions {\displaystyle \phi _{t_{n}}} convergent au sens de la topologie C∞ vers une application harmonique.
Corollaire — Sous les mêmes hypothèses sur M et N, toute application continue est homotope à une application harmonique.
En 1967, Philip Hartman a renforcé les résultats de Eells et Sampson, prouvant que la convergence est vraie au sens fort, sans nécessité de recours à une sous-suite. Il s'est aussi intéressé à la question de l'unicité de l'application harmonique dans une classe d'homotopie donnée. En 1975, Richard Hamilton a adapté la démarche de Eells et Sampson au cadre des conditions de bord de Dirichlet sur une variété M compacte à bord.
La question de la nécessité de l'hypothèse de courbure négative pour (N, h) s'est posée pendant de nombreuses années après la publication du théorème de 1964. Depuis les travaux de Kung-Ching Chang, Wei-Yue Ding, and Rugang Ye en 1992, l'idée communément admise est qu'on ne peut pas « en général » espérer avoir un temps d'existence infini pour les solutions, mais qu'il se produit une certaine forme d'explosion en temps fini. Ils ont en effet mis en évidence des phénomènes de ce type pour des variétés aussi simples que la sphère canonique de dimension 2, et, dans la mesure où les équations elliptiques et paraboliques se comportent particulièrement bien à deux dimensions, leur résultat est considéré comme donnant une bonne idée du comportement général du flot .

### Formule de Bochner et rigidité
Un calcul qui joue un rôle central dans la preuve du théorème de Eells et Sampson est l'établissement d'une formule de Bochner reliant champ de tension et courbure (comme pour les opérateurs laplaciens usuels). Dans le cadre de l'étude de solutions {\displaystyle \phi _{t},0<t<T}, la relation prend la forme suivante
{\displaystyle {\Big (}{\frac {\partial }{\partial t}}-\Delta ^{g}{\Big )}e(\phi _{t})=-{\big \|}\nabla (d\phi _{t}){\big \|}^{2}-{\big \langle }\operatorname {Ric} ^{g},\phi _{t}^{\ast }h{\big \rangle }_{g}+\operatorname {scal} ^{g}{\big (}\phi _{t}^{\ast }\operatorname {Rm} ^{h}{\big )}.}
faisant intervenir les courbures de Ricci et scalaire. Plus précisément le dernier terme est l'analogue d'un calcul de courbure scalaire sur le tenseur image réciproque du |tenseur de courbure de Riemann.
De façon plus générale, cette formule se révèle intéressante pour étudier les propriétés d'une application harmonique donnée {\displaystyle \phi :M\to N}
{\displaystyle \Delta ^{g}e(\phi )={\big \|}\nabla (d\phi ){\big \|}^{2}+{\big \langle }\operatorname {Ric} ^{g},\phi ^{\ast }h{\big \rangle }_{g}-\operatorname {scal} ^{g}{\big (}\phi ^{\ast }\operatorname {Rm} ^{h}{\big )}.}
Si la courbure de Ricci de g est strictement positive et la courbure sectionnelle de h est négative, il résulte de cette relation que {\displaystyle \Delta e(\phi )} est positive. Sur une variété M fermée, en multipliant par {\displaystyle e(\phi )} et en employant la formule de Stokes on aboutit au fait que {\displaystyle e(\phi )} est constant, et en fait nul, puis que {\displaystyle \phi } lui-même est constant. En 1976, Richard Schoen et Shing-Tung Yau étendent ce résultat au cadre M non compact en employant un résultat de Yau selon lequel des fonctions sous-harmoniques positives bornées au sens L2 sont constantes. En fin de compte on peut affirmer :
Théorème — Soient (M, g) et (N, h) deux variétés riemanniennes complètes et {\displaystyle \phi :M\to N} une application harmonique. On suppose que M a une courbure de Ricci strictement positive  et N une courbure sectionnelle négative.
- Si M et N sont fermées alors Φ est constante.
- Si N est fermée et Φ est d'énergie finie, alors c'est une constante.

En couplant ce résultat au théorème d'Eells et Sampson on obtient par exemple que, dans le cas de deux variétés fermées et sous ces hypothèses de courbure sur les deux variétés, toute application continue de M dans N est homotope à une constante.
La démarche générale consistant à déformer une application en une application harmonique, puis à établir que cette dernière obéit à des contraintes très fortes, s'est révélée très fructueuse. Ainsi en 1980, Yum-Tong Siu a donné une version de la formule de Bochner dans le cadre de l'analyse complexe, prouvant qu'une application harmonique entre variétés de Kähler est nécessairement holomorphe, dès lors que la variété but a une certaine hypothèse de courbure négative. En employant le théorème d'existence de Eells et Sampson, il a ensuite établi que si les deux variétés sont en outre fermées, alors dès que M et N sont homotopes, elles sont en fait biholomorphes ou anti-biholomorphes (en faisant évoluer l'application d'homotopie selon le flot de la chaleur). Cela a permis à Siu de résoudre une variante de la conjecture de Hodge (toujours ouverte), limitée au contexte de la courbure négative.
Kevin Corlette, en 1992, a étendu la formule de Bochner établie par Siu, et l'a employée pour prouver des résultats de super-rigidité (en) pour certains réseaux de groupes de Lie. Mikhael Gromov et Richard Schoen ont alors proposé une extension du concept d'application harmonique où la variété but (N,h) est remplacée par un espace métrique. Étendant à la fois le théorème de Eells et Sampson  et la formule de Bochner de Siu et Corlette, ils ont pu établir de nouveaux théorèmes de rigidité pour ces matrices.

## Les phénomènes de la dimension 2
On pourrait espérer, à la lumière des résultats obtenus en suivant l'équation du flot de la chaleur, en étendre le résultat final, par d'autres procédés, issus par exemple du calcul des variations, pour trouver une application harmonique réalisant le minimum de l'énergie dans chaque classe d'homotopie. La situation est en fait plus compliquée, mais elle est bien décrite lorsque la variété source est une surface de Riemann {\displaystyle \Sigma =M}, et fait apparaître un phénomène de « bulles », en fait des sphères minimales dans la variété but.

### Applications harmoniques depuis une surface de Riemann
Pour justifier que la question posée en ces termes a bien un sens, il convient de noter que, bien qu'il existe sur Σ plusieurs métriques compatibles avec la structure de surface de Riemann, elles conduisent toutes à la même notion d'application harmonique et à la même valeur de l'énergie de Dirichlet. L'intérêt de faire intervenir cette structure est d'apporter une condition nécessaire simple pour que {\displaystyle \phi :\Sigma \to N} soit harmonique : dans ce cas,
{\displaystyle \left({\frac {\partial \phi }{\partial z}},{\frac {\partial \phi }{\partial z}}\right)_{N}\mathrm {d} z\otimes \mathrm {d} z}
est une expression holomorphe, section du carré tensoriel du complexifié de l'espace cotangent {\displaystyle T_{\mathbb {C} }^{\ast }\Sigma \otimes T_{\mathbb {C} }^{\ast }\Sigma }.
On peut établir que dans le cas de la sphère, une telle section est nécessairement nulle (comme conséquence du théorème de Liouville), et en déduire que les seules applications harmoniques de la sphère dans N sont les paramétrages de surface minimale.

### Le théorème de Sacks et Uhlenbeck
Plus qu'un simple exemple, le cas de la sphère minimale apparaît en fait comme le deuxième terme d'une alternative qui vient corriger l'espoir initial de trouver un minimum dans chaque classe d'homotopie, ainsi que le montre le résultat suivant 
Théorème (Sacks et Uhlenbeck, 1981) — Soient Σ une surface de Riemann compacte, N une variété riemannienne compacte, et {\displaystyle \phi \in {\cal {C}}^{0}\cap H^{1,2}(\Sigma ,N)}. Alors
- soit il existe une application  {\displaystyle u:\Sigma \to N} harmonique et homotope à Φ,
- soit il n'y en a pas et il existe une 2-sphère minimale {\displaystyle v:\mathbb {S} ^{2}\to N}.

Une version de ce théorème a aussi été prouvée pour les surfaces de Riemann à bord. Dans le cas où la variété N a un deuxième groupe d'homotopie nul ({\displaystyle \pi _{2}(N)=0}), on arrive à réaliser l'objectif initial : pour toute application {\displaystyle \phi } ayant le même type de régularité que dans le théorème, il existe une application harmonique qui lui est homotope et minimise l'énergie dans la classe d'homotopie.
Ce résultat utilise des arguments techniques permettant de contrôler les grandeurs en jeu, comme l'énergie, à condition de travailler dans des espaces fonctionnels adéquats. Mais le point le plus notable est l'apparition de l'alternative et les informations concrètes que son étude apporte : elle est fondée sur le fait que pour une suite (un) de fonctions harmoniques d'énergie bornée, on a 
- soit des dérivées uniformément bornées, et un argument d'équicontinuité permet d'obtenir le résultat de convergence vers une application harmonique
- soit une suite extraite pour laquelle les dérivées sont de norme {\displaystyle \lambda _{n}} de plus en plus grosse, auquel cas un argument de compacité permet de mettre en évidence un point z0 en lequel ce phénomène d'explosion des dérivées se produit. Dès lors, on peut proposer un changement d'échelle pour l'application recentrée en ce point {\displaystyle v_{n}(w)=u_{\rho (n)}\left(z_{0}+{\frac {w}{\lambda _{n}}}\right)}. La suite (vn) reste à énergie bornée et c'est sur cette nouvelle suite que des théorèmes de convergence pourront s'appliquer, pour justifier qu'une suite extraite converge[28].

### Livres et articles de revue
- Aubin, Thierry. Some nonlinear problems in Riemannian geometry. Springer Monographs in Mathematics. Springer-Verlag, Berlin, 1998. xviii+395 pp.  (ISBN 3-540-60752-8)
- Eells, J.; Lemaire, L. A report on harmonic maps. Bull. London Math. Soc. 10 (1978), no. 1, 1–68.
- Eells, James; Lemaire, Luc. Selected topics in harmonic maps. CBMS Regional Conference Series in Mathematics, 50. Publié pour la Conference Board of the Mathematical Sciences, Washington, DC; par la American Mathematical Society, Providence, RI, 1983. v+85 pp.  (ISBN 0-8218-0700-5)
- Eells, J.; Lemaire, L. Another report on harmonic maps. Bull. London Math. Soc. 20 (1988), no. 5, 385–524. doi:10.1112/blms/20.5.385
- Eells, James; Lemaire, Luc. Two reports on harmonic maps. World Scientific Publishing Co., Inc., River Edge, NJ, 1995. xii+216 pp.  (ISBN 981-02-1466-9) [Publication des articles de Eells & Lemaire (1978, 1988) sous forme de livre]
- Giaquinta, Mariano; Martinazzi, Luca. An introduction to the regularity theory for elliptic systems, harmonic maps and minimal graphs. Second edition. Appunti. Scuola Normale Superiore di Pisa (Nuova Serie), 11. Edizioni della Normale, Pisa, 2012. xiv+366 pp.  (ISBN 978-88-7642-442-7 et 978-88-7642-443-4)
- Hélein, Frédéric. Harmonic maps, conservation laws and moving frames. Translated from the 1996 French original. With a foreword by James Eells. Second edition. Cambridge Tracts in Mathematics, 150. Cambridge University Press, Cambridge, 2002. xxvi+264 pp.  (ISBN 0-521-81160-0)
- Jost, Jürgen. Nonpositive curvature: geometric and analytic aspects. Lectures in Mathematics ETH Zürich. Birkhäuser Verlag, Basel, 1997. viii+108 pp.  (ISBN 3-7643-5736-3)
- (en) Jürgen Jost, Riemannian Geometry and Geometric Analysis, 2002 [détail des éditions]
- Schoen, R.; Yau, S.T. Lectures on harmonic maps. Conference Proceedings and Lecture Notes in Geometry and Topology, II. International Press, Cambridge, MA, 1997. vi+394 pp.  (ISBN 1-57146-002-0)
- Simon, Leon. Theorems on regularity and singularity of energy minimizing maps. Based on lecture notes by Norbert Hungerbühler. Lectures in Mathematics ETH Zürich. Birkhäuser Verlag, Basel, 1996. viii+152 pp.  (ISBN 3-7643-5397-X)
- Yau, Shing Tung. Survey on partial differential equations in differential geometry. Seminar on Differential Geometry, pp. 3–71, Ann. of Math. Stud., 102, Princeton Univ. Press, Princeton, N.J., 1982.